# Аль-Мусхафи
Джафа́р ибн Утма́н аль-Мусхафи́ (казнён в 983) — хаджиб (первый министр) Кордовского халифата (971—978).

## При халифе ал-Хакаме II
Джафар аль-Мусхафи родился в семье берберов. Поступив на государственную службу, он в правление халифа ал-Хакама II достиг высоких постов (в том числе он занимал должность градоначальника Кордовы). То, что аль-Мусхафи, кроме чиновничьей работы, занимался ещё и написанием стихов, позволило ему войти в число лиц, особо приближённых к ал-Хакаму, меценату и покровителю искусств. В 967 году Джафар познакомился с Мухаммадом ибн Абу Амиром (впоследствии взявшим имя аль-Мансур) и ввёл его в круг придворных, рекомендовав того на должность управляющего имуществом сына и наследника халифа, Абд ар-Рахмана. С этого времени началось стремительное восхождение аль-Мансура по карьерной лестнице. В 971 году ал-Хакам назначил аль-Мусхафи хаджибом, вместо умершего Джафара ас-Саклаби. В 974 году, во время тяжёлой болезни халифа, хаджиб был фактически правителем страны. Аль-Мусхафи стал первым, с кем из чиновников встретился халиф после своего выздоровления.

## Восхождение на престол Хишама II
1 октября 976 года ал-Хакам II умер, перед смертью назначив преемником своего малолетнего сына Хишама II. В это время при дворе существовали две группы придворных, борющихся друг с другом. Первая — так называемая «арабская» — главными членами которой были аль-Мусхафи, мать наследника престола Субх и аль-Мансур, поддерживала кандидатом на престол Хишама. Вторая группа — так называемая «славянская» — состояла из особо приближённых к халифу рабов-сакалиба (из которых, в том числе, состояла дворцовая гвардия) и поддерживала избрание на престол брата скончавшегося халифа, аль-Мугиру. Вожди сакалиба под страхом смерти потребовали от аль-Мусхафи дать клятву, что халифом станет аль-Мугира и тот был вынужден это сделать. Однако хаджиб не собирался выполнять свой клятвы: он созвал совещание своих сторонников, во время которого настоял на решении о казни аль-Мугиры. Её вызвался осуществить аль-Мансур, но, прибыв к аль-Мугире, расстроганный его мольбами о пощаде, он захотел сохранить ему жизнь и только после повторного приказа от аль-Мусхафи приказал убить кандидата на престол.
Таким образом заговор сакалиба был ликвидирован и Хишам II смог стать халифом. 2 октября состоялось его торжественное возведение на престол. 8 октября от имени нового халифа был обнародован указ, подтверждающий сохранение за аль-Мусхафи должности хаджиба, однако ещё больше даров и должностей получил более близкий к семье халифа аль-Мансур. В государстве стало два наиболее значимых чиновника — аль-Мусхафи, занимавший более высокую должность, и аль-Мансур, имевший большее влияние на халифа и его мать Субх.
Стремясь лишить вождей сакалиба какого-либо влияния на халифа, аль-Мусхафи и аль-Мансур предприняли ряд мер, которые позволили им заручиться поддержкой дворцовых евнухов, всегда игравших важную роль в при дворе правителей Кордовского халифата, и добиться в начале 977 года отставки наиболее приближённых к престолу сакалиба.

## Смещение с должности хаджиба
Занимая должность хаджиба, аль-Мусхафи допускал различные злоупотребления в пользу своих родственников (в том числе, его сын Мухаммад был назначен градоначальником Кордовы, а племянник Хишам — главным конюшим, а затем одним из визирей). Это вызвало серьёзное недовольство многих знатных лиц страны, в первую очередь самого известного военачальника ал-Хакама II Халиба аль-Насири, который в ходе совместных походов против христиан, сблизился с аль-Мансуром. Союз с Халибом позволил аль-Мансуру отказаться от необходимости союза с аль-Мусхафи: в 977 году по его требованию и с согласия Субх сын хаджиба, Мухаммад, был снят с поста градоначальника Кордовы. Желая переманить Халиба на свою сторону, аль-Мусхафи предложил военачальнику выдать его дочь за своего сына, но Халиб принял предложение аль-Мансура и отдал 16 августа свою дочь Асму ему в жёны. Союз аль-Мансура и Халиба оставил аль-Мусхафи почти без сторонников, в первую очередь у него не осталось поддержки в войсках халифата.
Весной 978 года аль-Мансур оказался настолько силён, что смог добиться от Субх одобрения решения о смещении Джафара аль-Мусхафи с должности хаджиба. Аль-Мусхафи было предъявлено обвинение в растрате казённых средств и 26 марта он был, вместе с сыновьями и племянником, арестован и помещён под стражу, а его имущество было конфисковано. Должность хаджиба получил сам аль-Мансур. Ему же было поручено вести следствие по делу своего бывшего покровителя. Не утруждая себя поиском доказательств вины аль-Мусхафи, новый хаджиб 5 лет всюду, даже в походах, возил его заключённого в оковы с собой, всячески издевался над ним, а в 983 году повелел его казнить, так и не проведя над Джафаром аль-Мусхафи суда.